# Абаза-Хабль
Аба́за-Ха́бль (абаз. Абаза Хӏабла, кабард.-черк. Абазэ Хьэблэ) — аул в Адыге-Хабльском районе Карачаево-Черкесской Республики.
Входит в состав муниципального образования «Грушкинское сельское поселение».

## География
Аул расположен в юго-западной части западной зоны Адыге-Хабльского района, по обоим берегам реки Малый Щеблонок. Находится в 42 км (по дороге) км к западу от районного центра — Адыге-Хабль и в 60 км к северо-западу от города Черкесск.
Граничит с землями населённых пунктов: Грушка на востоке, Тапанта на юго-востоке и Ново-Урупский на западе.
Населённый пункт расположен в предгорной лесостепной зоне республики, на платообразной возвышенности междуречья рек Уруп и Большой Зеленчук. Рельеф местности представляет собой в основном холмистую местность с волнистыми равнинами. Средние высоты на территории аула составляют 644 метра над уровнем моря.
Почвенный покров отличается исключительным разнообразием. Развиты чернозёмы предкавказские и предгорные. В пойме рек пойменные луговые почвы.
Гидрографическая сеть в основном представлена рекой Малый Щеблонок и залегающими близко к поверхности земли грунтовыми водами.
Климат умеренно-тёплый. Среднегодовая температура воздуха положительная и составляет около +9°С. Средняя температура июля +20°С, средняя температура января −2°С. Максимальная температура может достигать +40 °С, минимальная может опускаться до −32 °С. Продолжительность вегетационного периода 210 дней. Среднегодовое количество осадков составляет около 700 мм в год. Основная их часть приходится на период с мая по июль. Зимой и весной часто господствуют восточные и северо-восточные ветры, которые достигают скорости 20-30 м/с.

## История
Населённый пункт основан в 1928 году переселенцами из аула Эльбурган. Название топонима переводится как «абазинское селение».
В 1929 году включён в состав образованного Грушкинского сельсовета.

## Население
| 2002 | 2010 | 2021 |
| ---- | ---- | ---- |
| 502  | ↗577 | ↘522 |

Национальный состав
По данным Всероссийской переписи населения 2010 года:
| Народ   | Численность, чел. | Доля от всего населения, % |
| ------- | ----------------- | -------------------------- |
| абазины | 559               | 96,9 %                     |
| другие  | 18                | 3,1 %                      |
| всего   | 577               | 100 %                      |

По данным Всероссийской переписи населения 2021 года:
| Народ               | Численность, чел. | Доля от всего населения, % |
| ------------------- | ----------------- | -------------------------- |
| абазины             | 475               | 91,00 %                    |
| черкесы             | 19                | 3,64 %                     |
| другие / не указано | 28                | 5,36 %                     |
| всего               | 522               | 100,0 %                    |

В ауле в основ проживает субэтническая группа абазин — тапанта.

## Инфраструктура
- Фельдшерско-акушерский пункт — ул. Первомайская, 39.
- Сельский Дом культуры — ул. Первомайская, 36.

## Ислам
В ауле действует одна мечеть.

## Улицы
В ауле всего две улицы

| Октябрьская |

| Первомайская |